# Jean Biard
Pour les articles homonymes, voir Biard (homonymie).
Jean Biard est un peintre et dessinateur français né à Rouen vers 1790.
Élève de Jacques-Louis David, il fut professeur de dessin à l’école royale de Saint-Denis et exposa aux salons parisiens de 1819 à 1831.
Le département des arts graphiques du musée du Louvre conserve de Jean Biard un dessin : La Vierge et l'Enfant, copie partielle exécutée en 1817 d'après la Grande Sainte Famille de Raphaël du musée du Louvre. Le musée de l'Armée conserve de lui une copie du Bonaparte franchissant les Alpes d'après Jacques-Louis David acquise en 1905 en dépôt au musée du Souvenir, ESM Saint-Cyr, Coëtquidan.

## Sources
- Émile Bellier de La Chavignerie et Louis Auvray, Dictionnaire général des artistes de l'école française, Paris, Renouard, 1882-1885, p. 88.